# Pierre Julien
Pour les articles homonymes, voir Julien.
Pierre Julien, né à Saint-Paulien le 20 juin 1731 et mort à Paris le 17 décembre 1804, est un sculpteur néo-classique français.

## Biographie
Le père de Pierre Julien est maître menuisier en Haute-Loire. Il a six autres enfants. Les dons de l'enfant sont remarqués par son oncle appartenant à la Compagnie de Jésus. Il le place, en qualité d'apprenti, chez un maître sculpteur-doreur du Puy-en-Velay, Gabriel Samuel. Après son apprentissage son oncle l'envoie à Lyon auprès du sculpteur Antoine-Michel Perrache, professeur à l'École de dessin et de géométrie de la ville. En 1758, après avoir reçu une médaille pour une sculpture, Pierre Julien suit son maître à Paris qui le recommande à Guillaume II Coustou. Il entre dans cet atelier et devient également élève de l'Académie royale. Obtenant le premier Prix de Rome de sculpture en 1765, il entre ensuite à l'École royale des élèves protégés du roi Louis XV. Pensionnaire de l'Académie de France à Rome de 1768 à 1773, il y rencontre Van Loo et François Boucher. Rentré en France, il travaille sous la direction de son ancien maître Coustou au mausolée du Grand Dauphin à la cathédrale Saint-Étienne de Sens. Après un premier échec en 1776, il est reçu à l'unanimité à l'académie royale de peinture et de sculpture deux ans plus tard et présente le Gladiateur mourant comme morceau de réception.
Professeur de sculpture à l'école des beaux-arts de Paris, le 30 janvier 1790, et confirmé le 12 octobre 1795, succédant à van Loo, il aura Jean-Antoine Houdon pour lui succéder. Élu membre de l'Institut en 1795, il est nommé chevalier de la Légion d'honneur.
Il reçoit du roi Louis XVI une commande pour la série des « Grands hommes de la France ». Il réalise alors les statues grandeur nature de Jean de La Fontaine et de Nicolas Poussin. Tout en travaillant pour des chantiers parisiens tels que l'église Sainte-Geneviève (le Panthéon de Paris) ou le pavillon de Flore du palais du Louvre, il crée, en 1785, un ensemble de sculptures pour la laiterie de la reine du château de Rambouillet (dont Amalthée et la chèvre de Jupiter) où il laisse libre cours à sa virtuosité.
Une grande part de ses œuvres est conservée au musée du Louvre à Paris et au musée Crozatier du Puy-en-Velay.

## Œuvres dans les collections publiques
- Musée du Louvre :

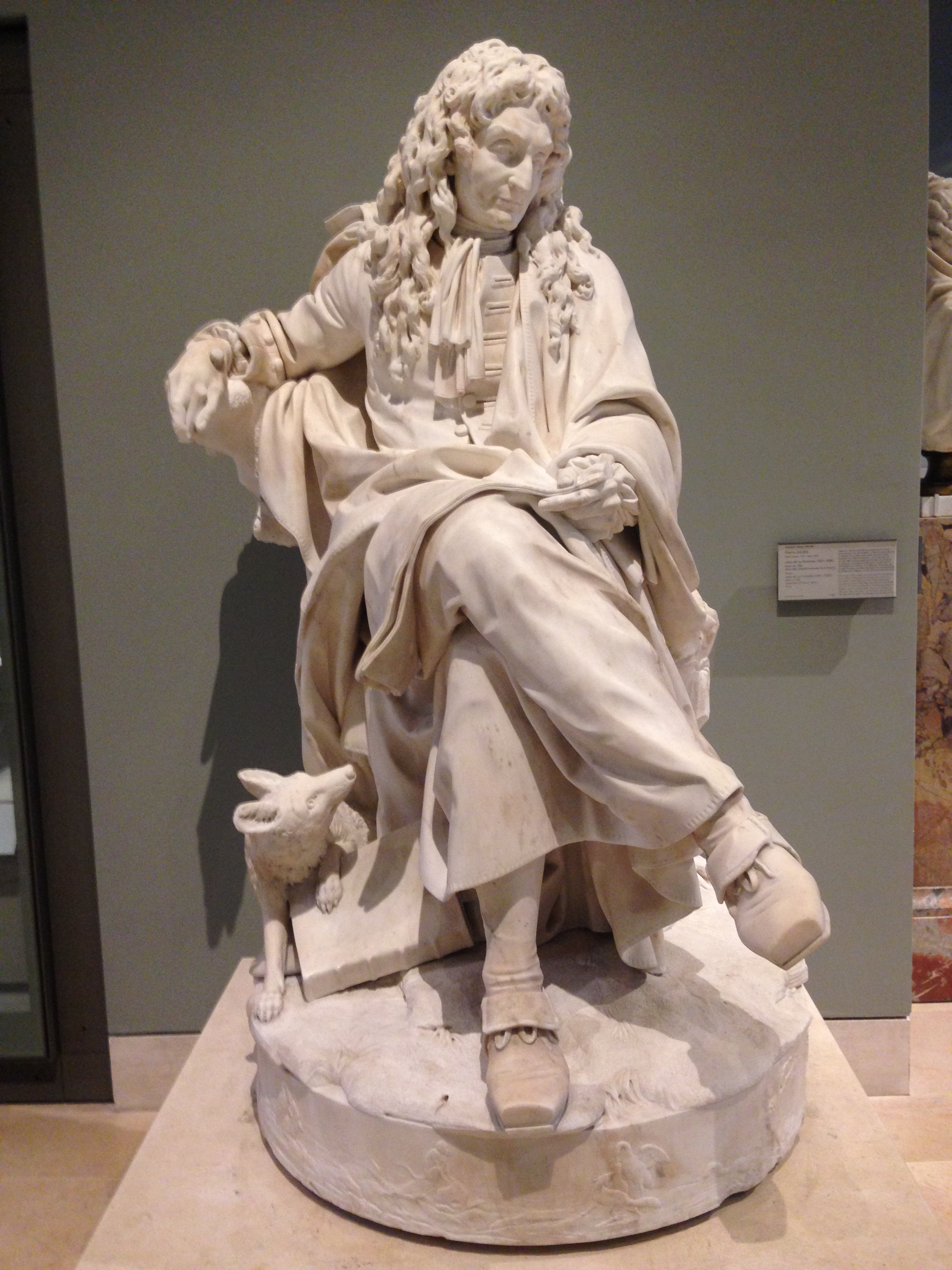
Jean de La Fontaine (1785), marbre, musée du Louvre.

  - Gladiateur mourant (1779), statue, marbre[5]
  - Ganymède versant le nectar à Jupiter changé en aigle (1776-1778), groupe, marbre[6]
  - Jean de La Fontaine (1785), statue, marbre[7]
  - Nicolas Poussin (1789-1804), statue, marbre[8]
  - Nicolas Poussin (vers 1787-1788),  statuette (esquisse), terre cuite[9]
  - Amalthée et la chèvre de Jupiter (1787), groupe, marbre, en dépôt à Rambouillet, laiterie de la reine[10]
  - La Jeune Fille à la chèvre (1786), statuette, terre cuite[11]
  - Sainte Geneviève rendant la vue à sa mère (1776), bas-relief, terre cuite[12]
- Musée Crozatier :
  - Ariane endormie ou Cléopâtre (1785), statue, marbre
  - Jean de La Fontaine (1785), statue, modèle en plâtre de la statue conservée au musée du Louvre[13]
- Musée Bonnat de Bayonne :
  - L'Amour adolescent soulevant son bandeau pour bien viser celui contre qui il décoche ses traits, terre cuite (1795)[14]
- Musée Vivant Denon de Chalon-sur-Saône :
  - Gladiateur mourant, moulage en plâtre.

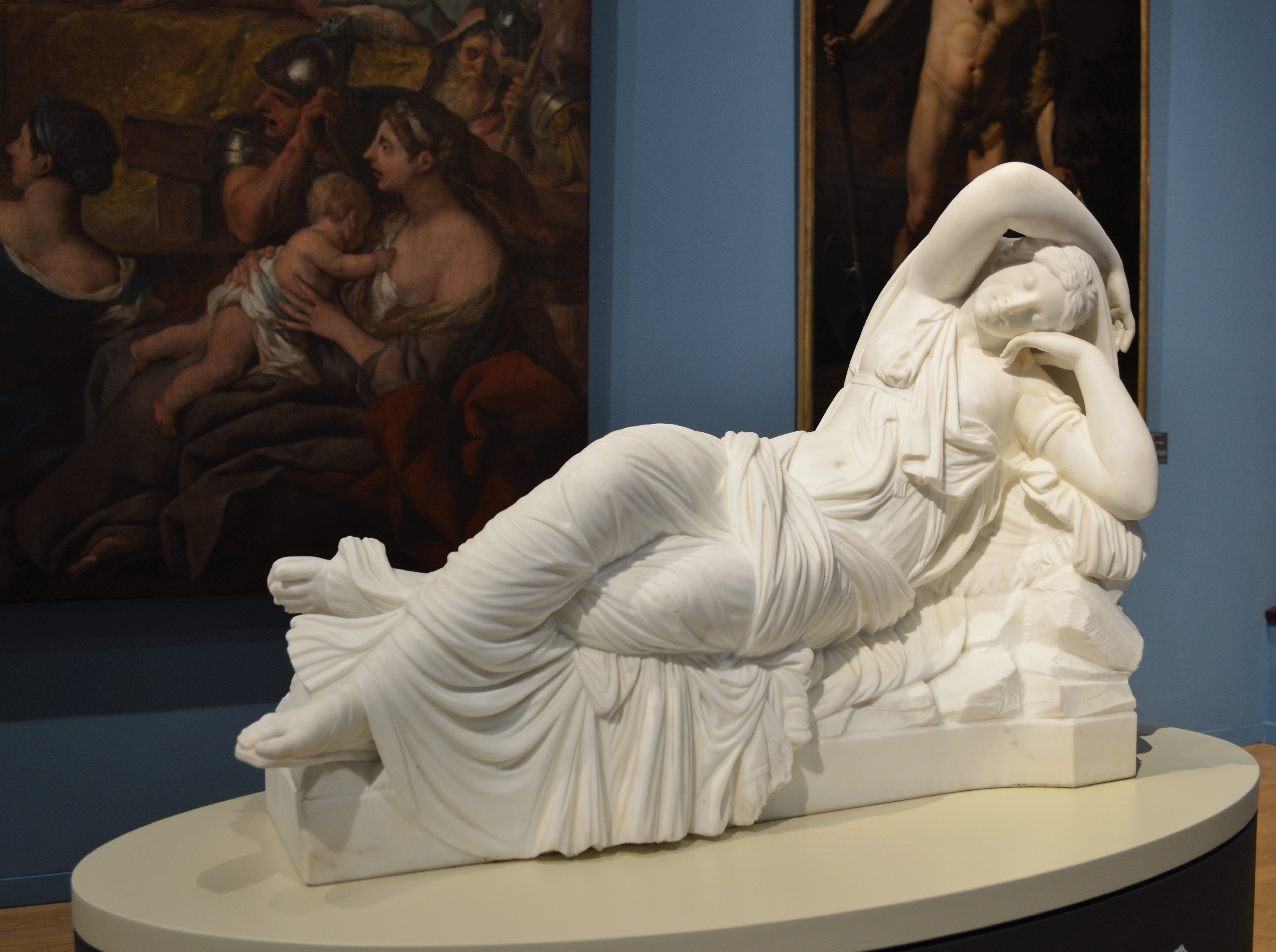
Ariane endormie, 1785, musée Crozatier.
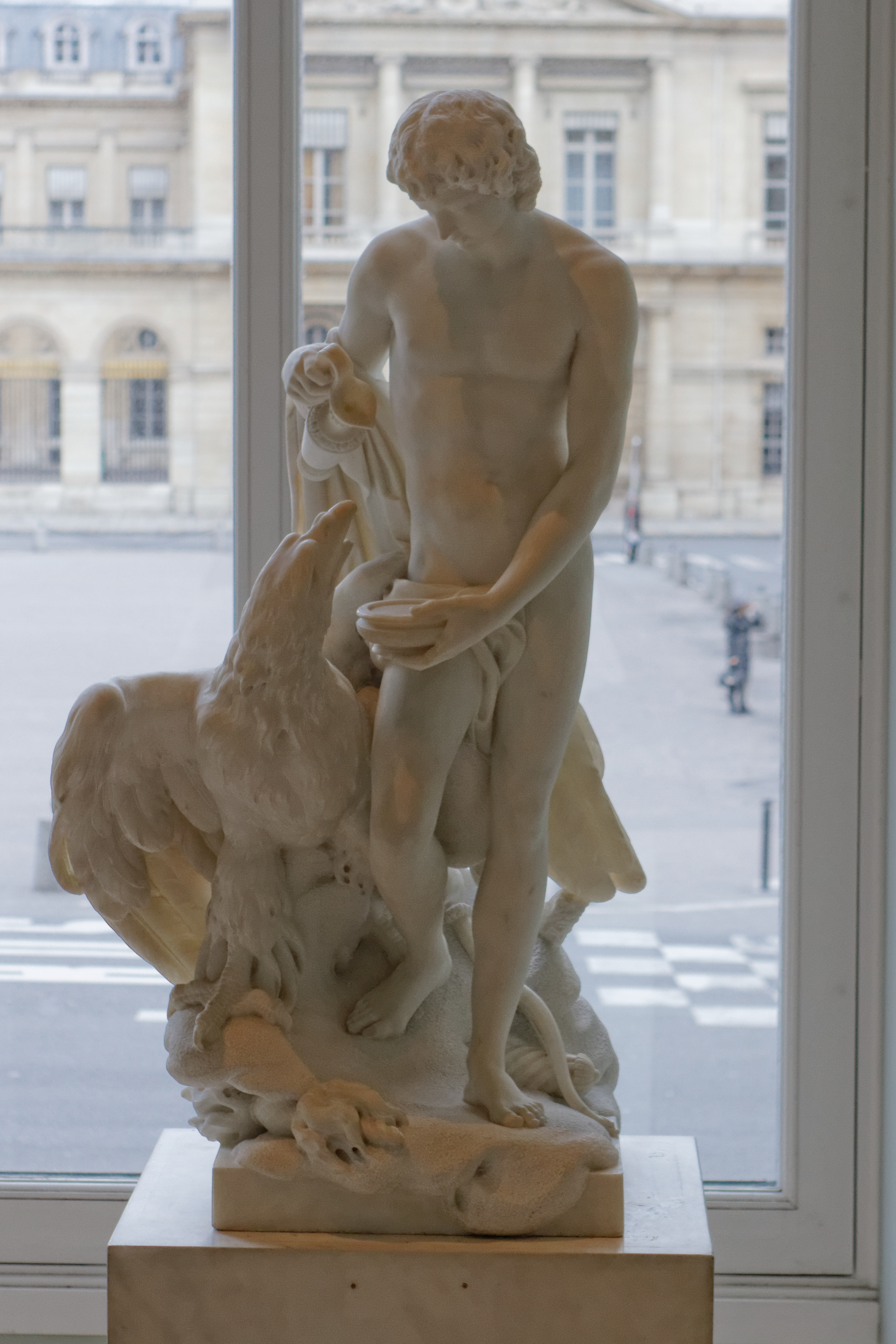
Ganymède et l'aigle de Jupiter (1778)
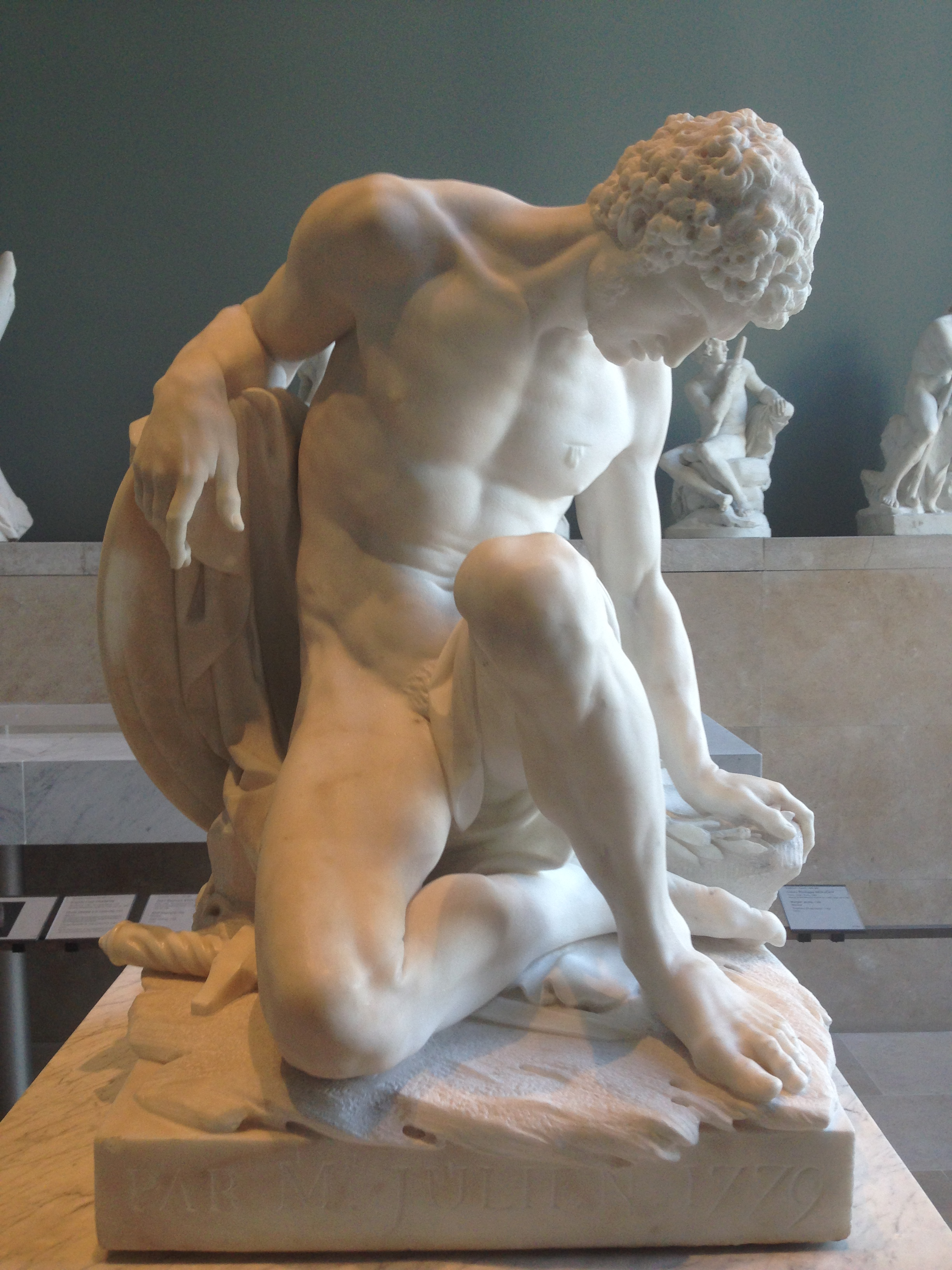
Gladiateur mourant (1779)
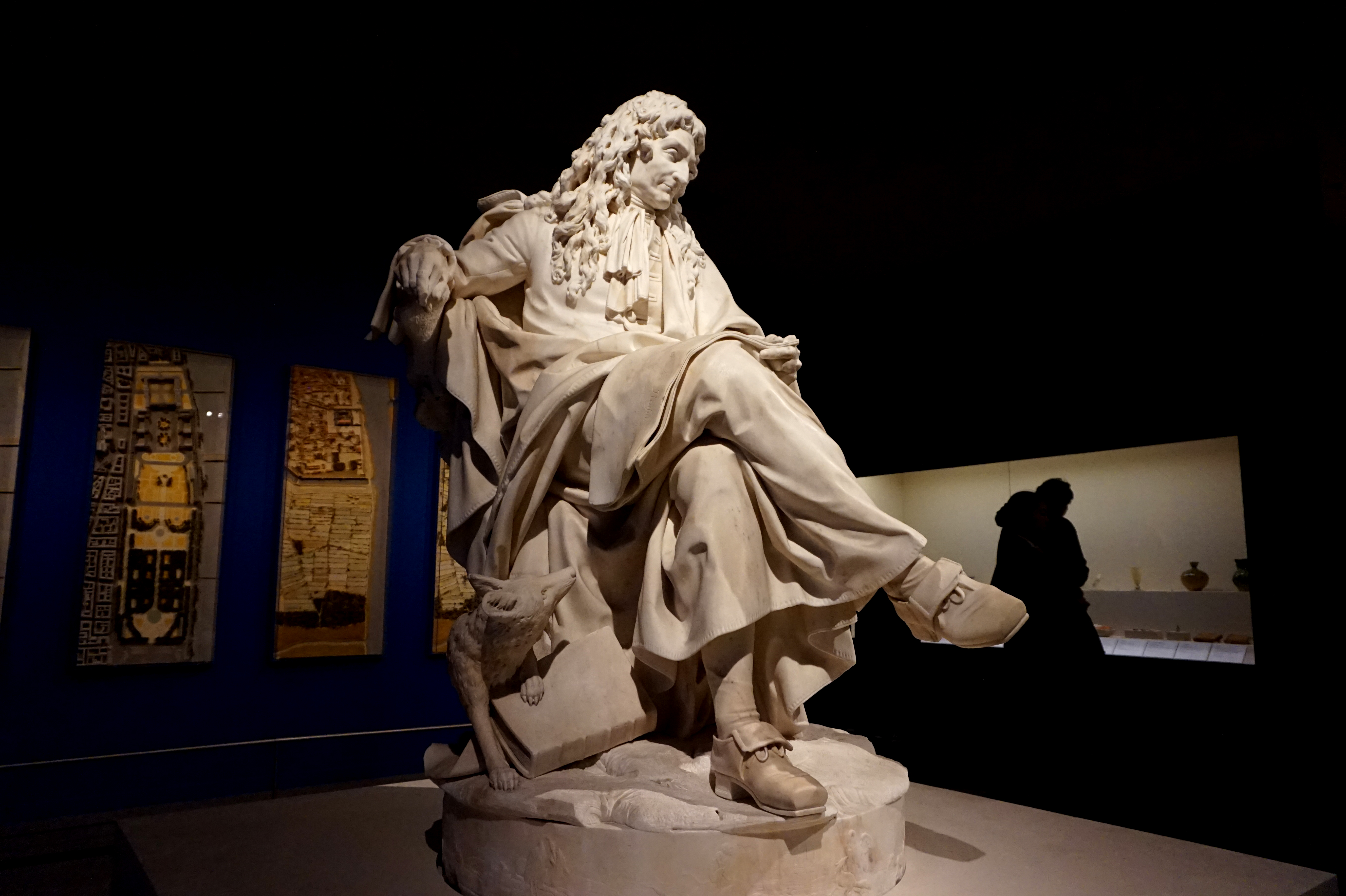
Jean de La Fontaine (1785)
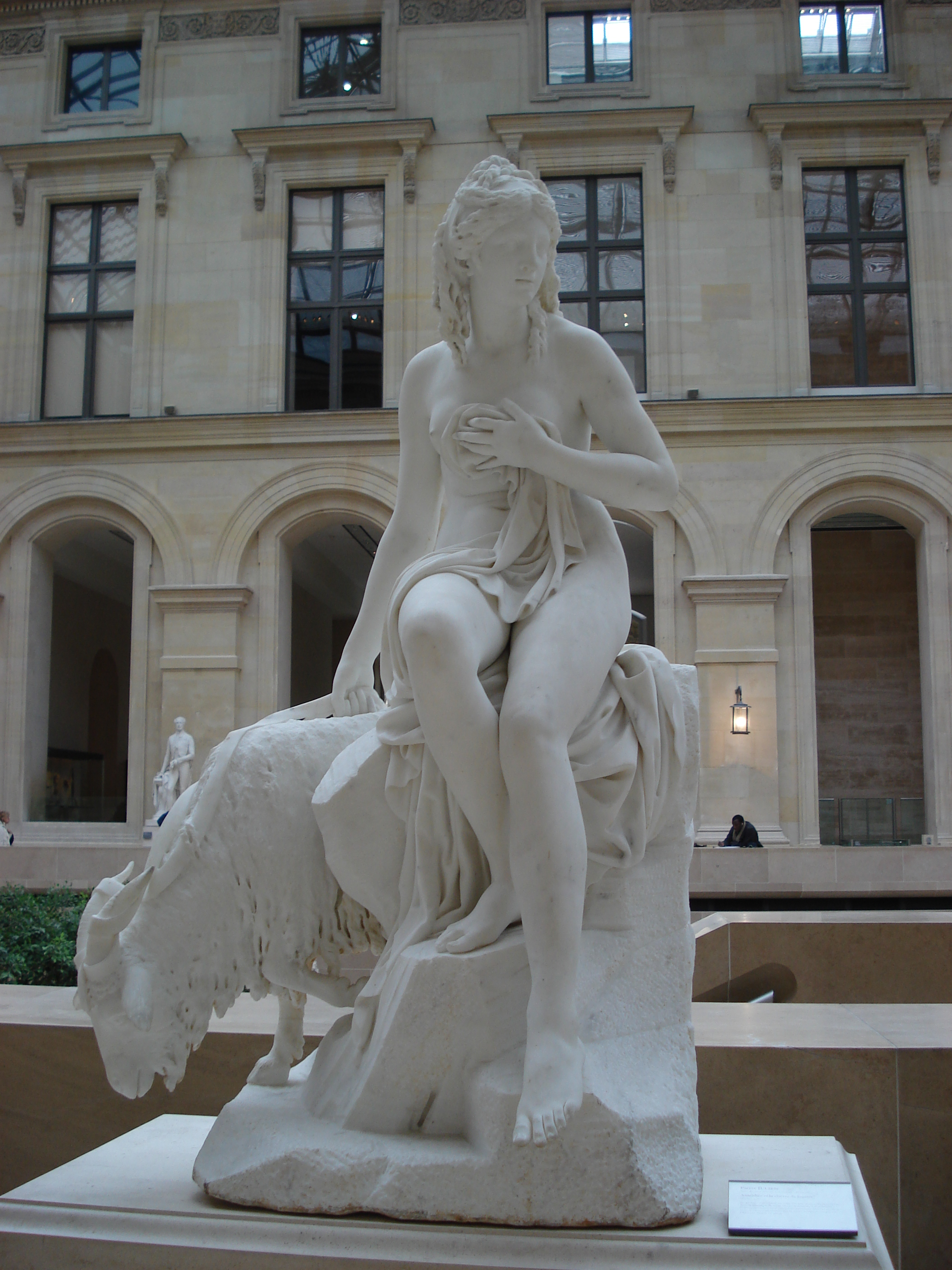
Amalthée et la chèvre de Jupiter (1787)
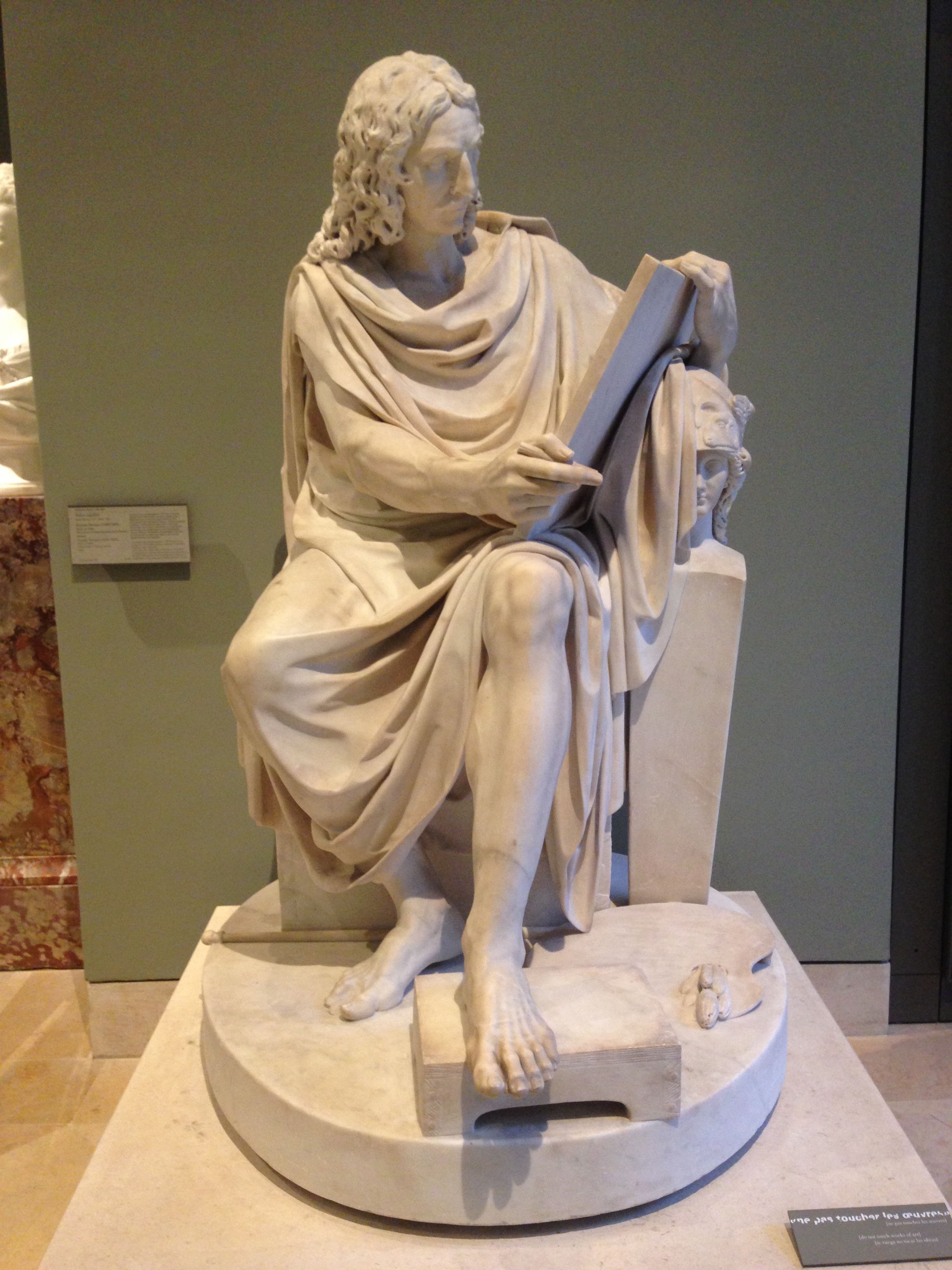
Nicolas Poussin (1789-1804)

## Distinctions
- Premier prix de Rome de sculpture en 1765
- Chevalier de la Légion d'honneur